# Ansamblul urban „Brașovul Vechi”
Ansamblul urban „Brașovul Vechi” este un monument istoric aflat pe teritoriul municipiului Brașov.

## Descriere
După cum îl arată și numele, cartierul „Brașovechi” („Brașovul Vechi”) este cea mai veche parte a Brașovului.
Brașovul Vechi a păstrat și mai păstrează prin unele locuri chiar și astăzi, mai ales pe străzile laterale, caracterul originar de sat, cu case în vechiul stil al barocului german provincial, cu aspect simplu, înghesuite una într-alta și legate într-un șir lung de porți mari și grele.
În Brașovechi, casele au fost construite în același spirit de economie teritorială ca și cel din Cetate, atmosfera medievală a orașului datorâdu-se și caselor cu acoperișurile ascuțite și cu ferestre mărunte.
Casele erau atunci apoape toate identice, cu acoperișul aplecat în pantă, cu o fațadă simplă, îngustă, lipsite de orice ornament inutil și cu intrarea prin curtea a cărei poartă era sub o boltă de zid perfect semicirculară. Casele acestea aveau rareori latura cea mai mare spre stradă, iar ferestrele prevăzute cu obloane de lemn erau ridicate mult deasupra nivelului străzii.
Cele mai vechi case păstrate până astăzi prezintă bolte cu arcuri frânte, specifice stilului gotic, ori curbate, caracteristice perioadei de trecere către Renaștere.
Doar câteva case datând din secolele trecute au rezistat timpului. 
Predomină barocul, în stucatura celor din secolul al XVIII-lea, și stilul Art Nouveau, la cele din secolul următor.

## Delimitare
S - Bulevardul Eroilor

Delimitarea Ansamblului urban „Brașovul Vechi”

E - str. Mihai Eminescu, str. Dealul de Jos, str. Bisericii Române, str. Avram Iancu, str. Morii, str. Mihai Viteazul
N - str. Stadionului, Calea Făgărașului
V - str. Pictor Andreescu, str. Carierei, str. Lungă

## Imagini (case monumente istorice)

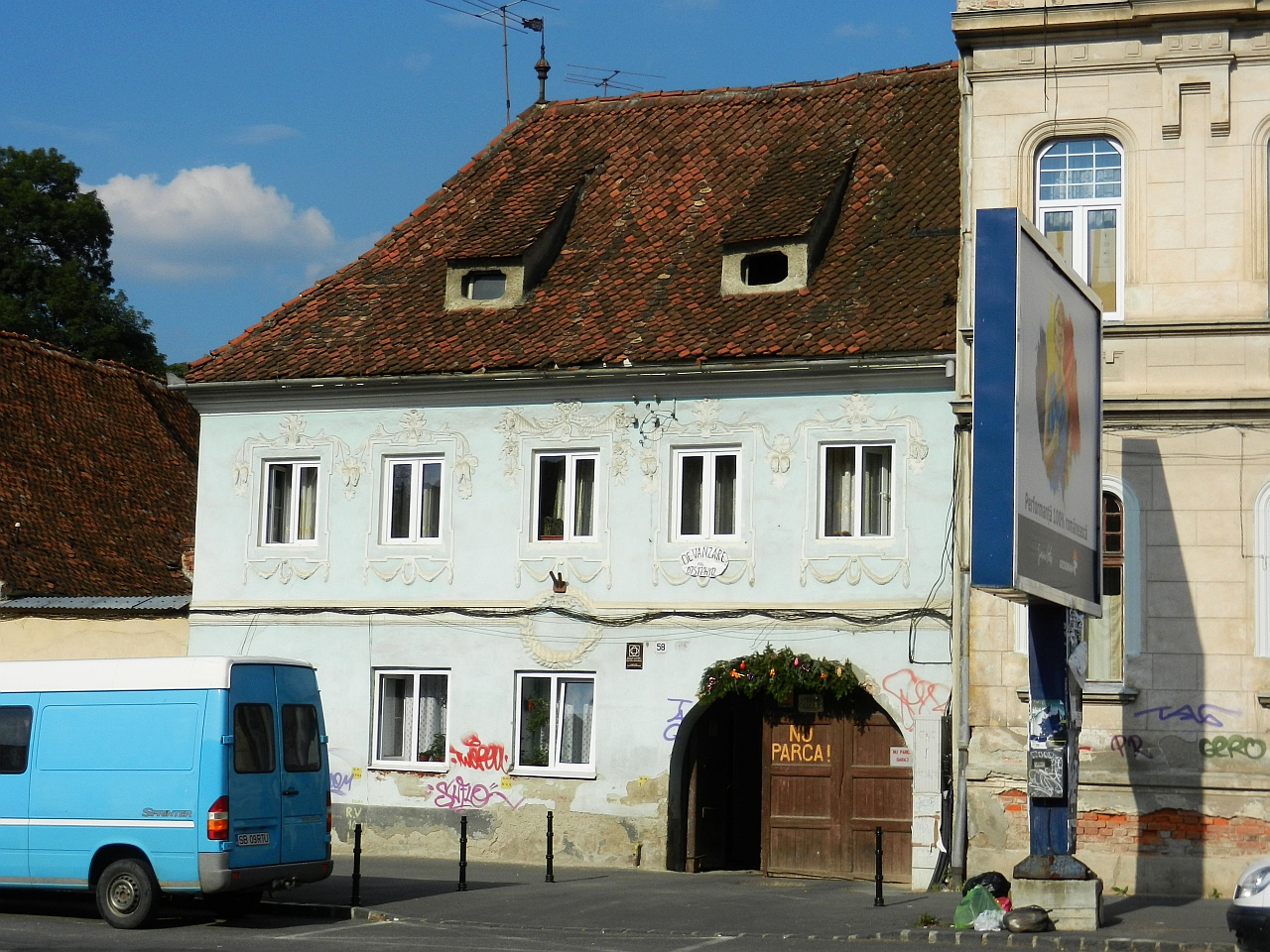
str. Lungă nr.58 (cod LMI BV-II-m-B-11436)
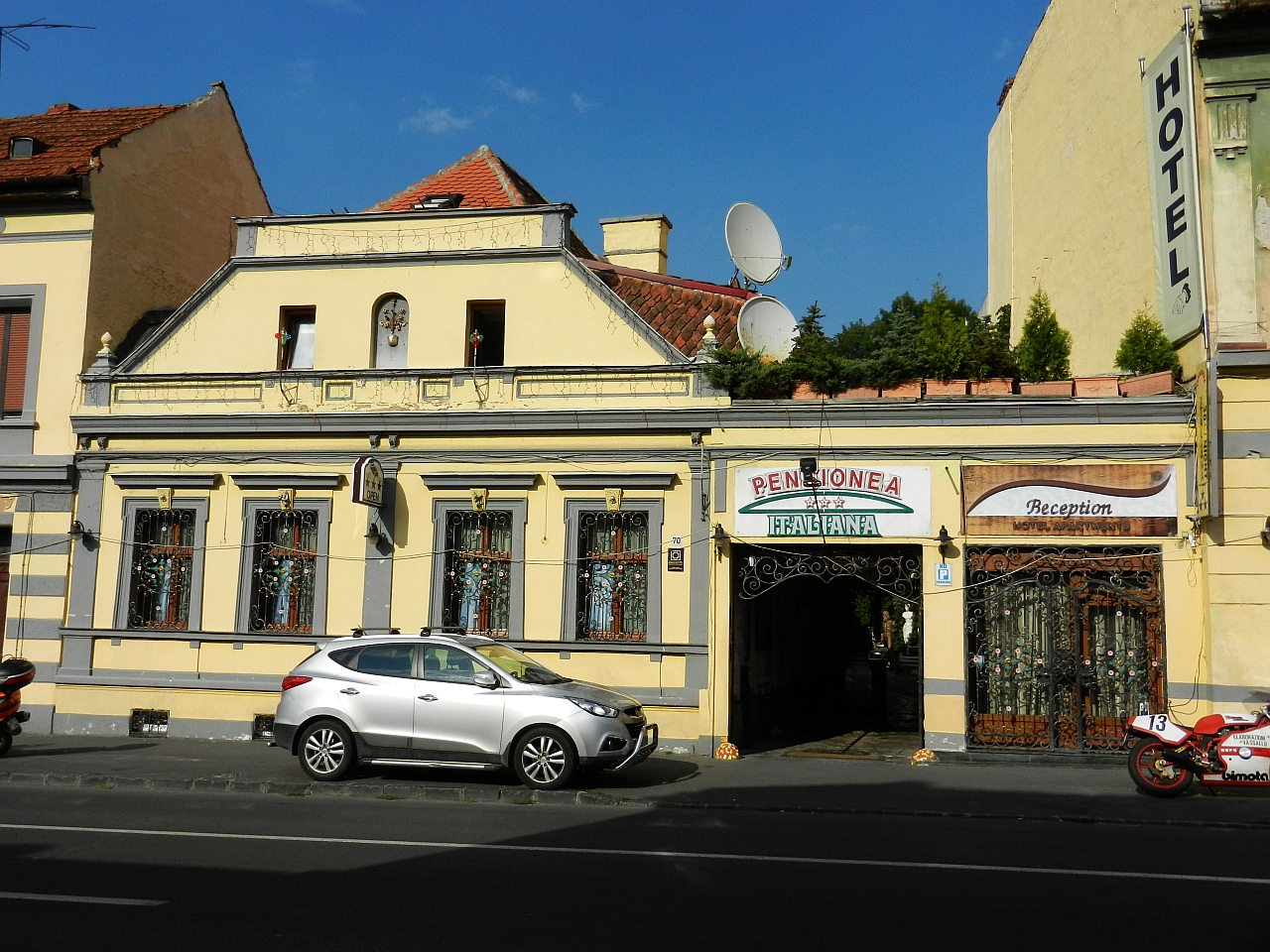
str. Lungă nr.70 (cod LMI BV-II-m-B-11438)
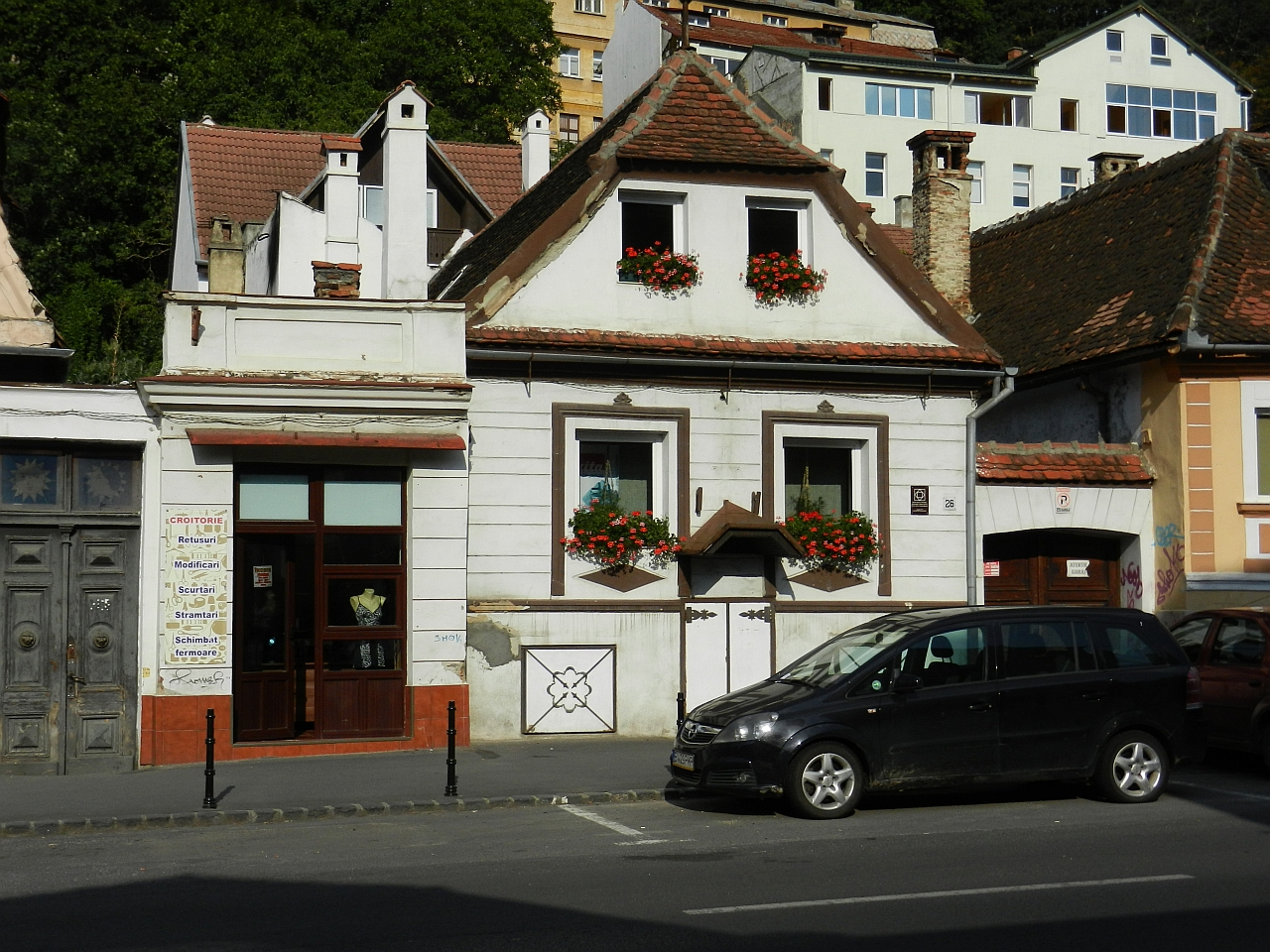
str. Lungă nr.26 (cod LMI BV-II-m-B-11432)
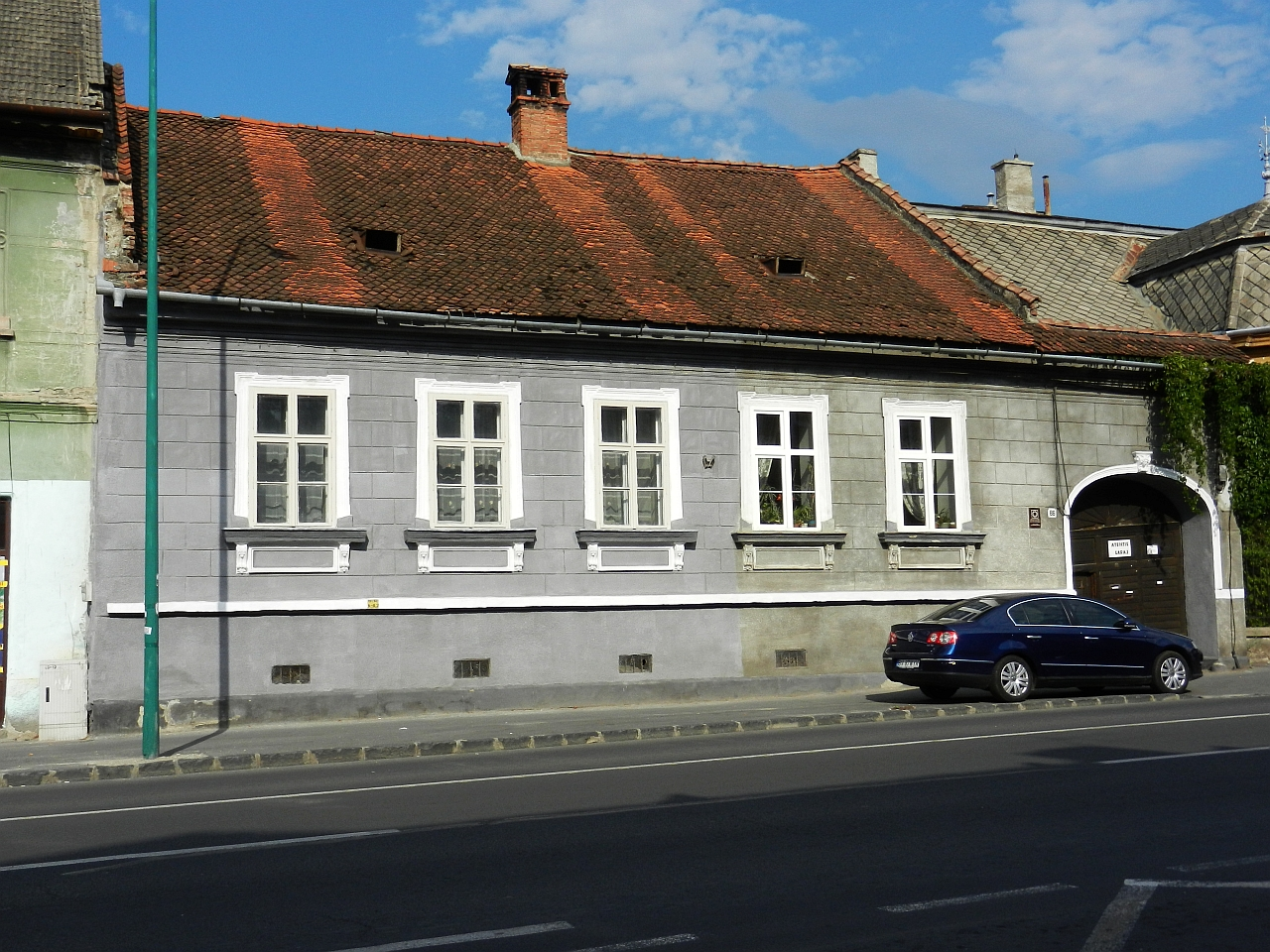
str. Lungă nr.86 (cod LMI BV-II-m-B-11440)
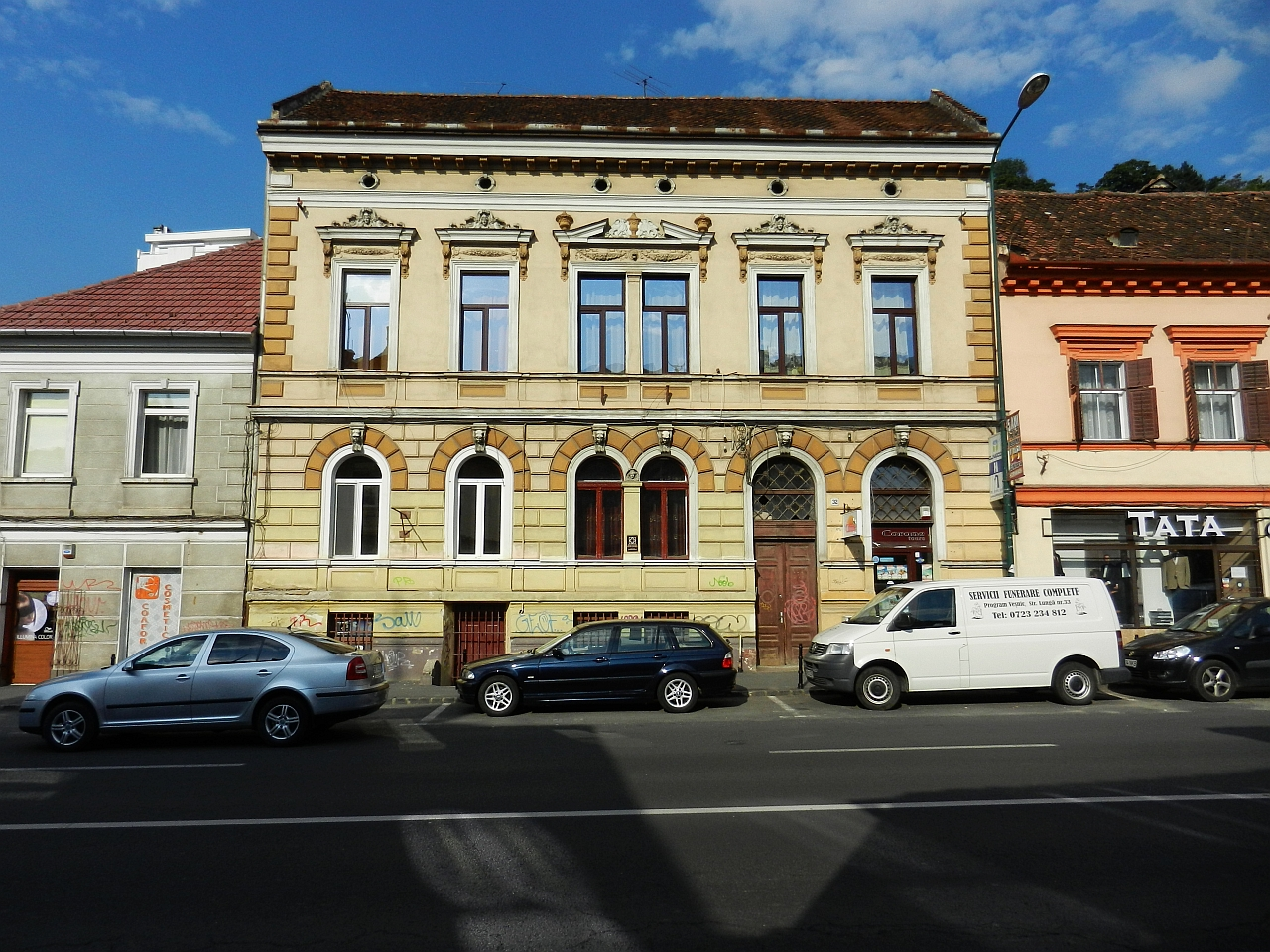
str. Lungă nr.32 (cod LMI BV-II-m-B-11434)
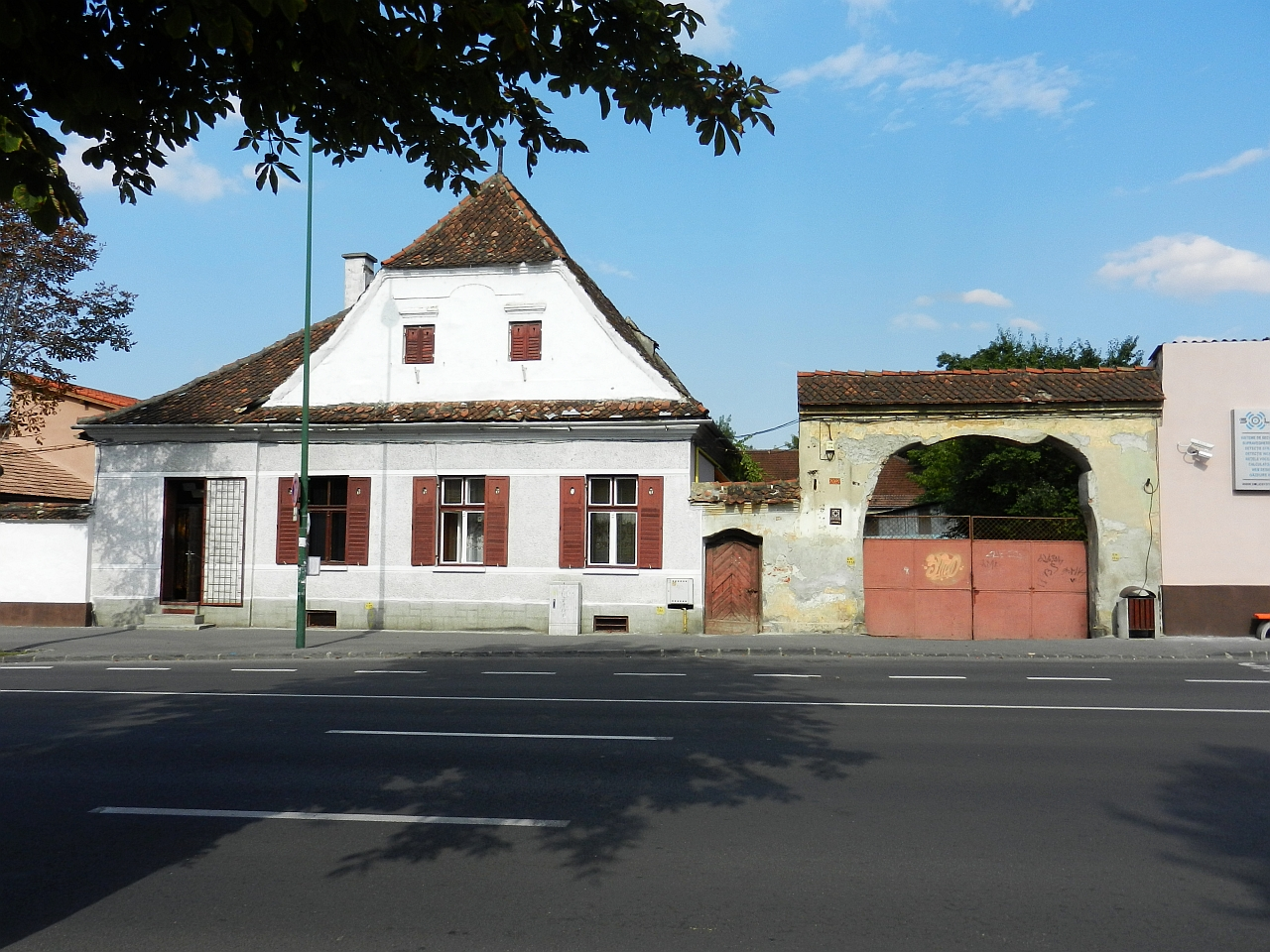
str. Lungă nr.202 (cod LMI BV-II-m-B-11459)
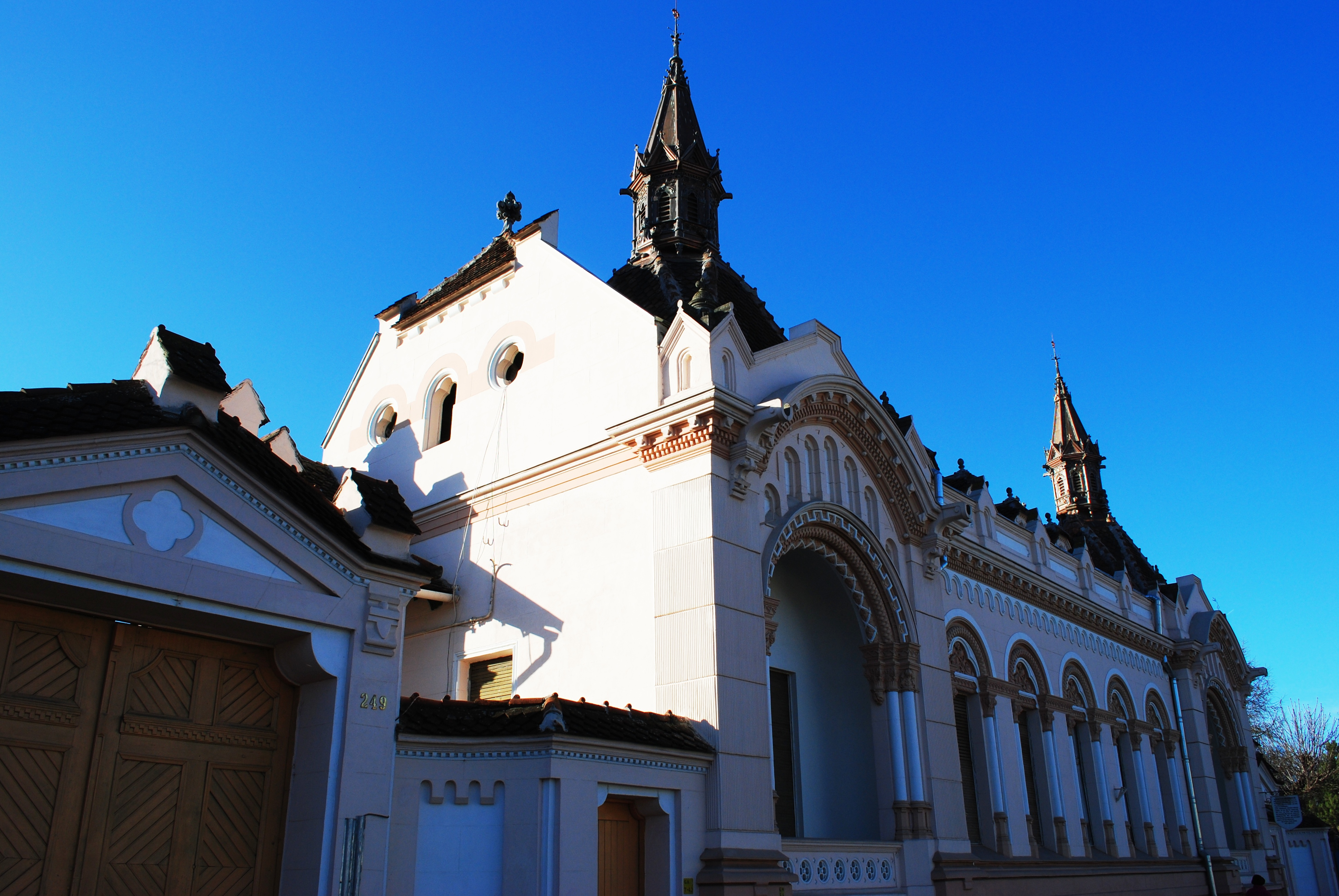
Casa parohială Biserica Bartolomeu (cod LMI BV-II-m-A-11461.04)
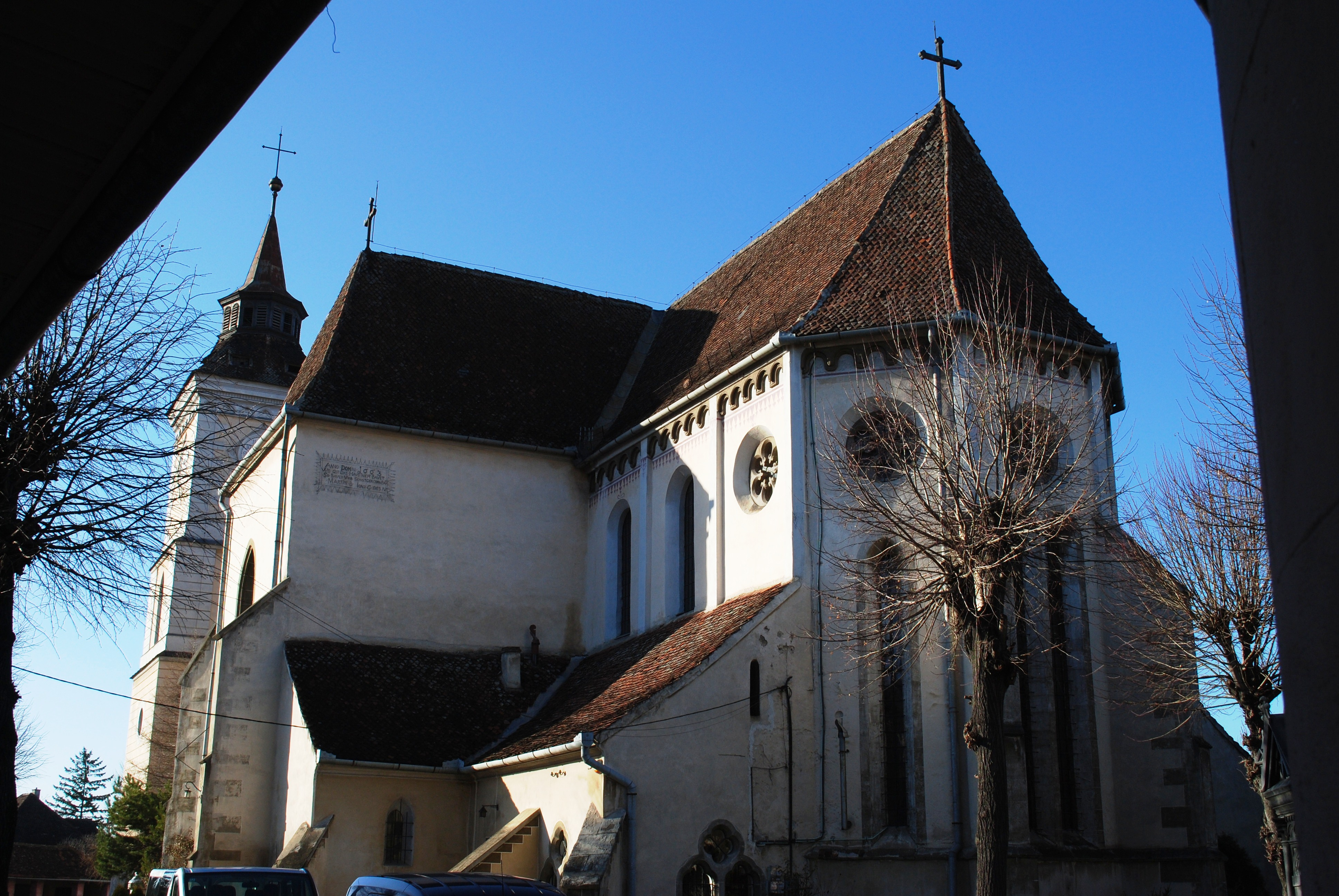
Biserica Bartolomeu (cod LMI BV-II-m-A-11461.01)